# Tomás Moreno Daoíz
Tomás Moreno Daoíz   (Madrid, 1765 - Sevilla, 29 de març de 1829) va ser un militar i polític espanyol.
Assolí el grau de capità en 1781, el de brigadier en 1803, coronel en 1804 i mariscal de camp en 1808. D'ideologia liberal, va ser secretari del Despatx de Guerra interí durant la Guerra del francès entre gener i maig de 1814. Després fou ascendit a tinent general i fiscal de Cambra de Guerra de 1817 a 1823.
En 1820 fou nomenat Capità General de Valladolid. Amb el Trienni liberal va tornar a ser ministre de guerra entre març i agost de 1821. Amb la restauració absolutista de Ferran VII va ser detingut a Sevilla on moriria sis anys després.